# Tour der irischen Rugby-Union-Nationalmannschaft nach Namibia 1991
| Tour der Iren nach Namibia 1991 | Tour der Iren nach Namibia 1991 | Tour der Iren nach Namibia 1991 | Tour der Iren nach Namibia 1991 | Tour der Iren nach Namibia 1991 |
| Übersicht                       | S                               | G                               | U                               | N                               |
| ------------------------------- | ------------------------------- | ------------------------------- | ------------------------------- | ------------------------------- |
| Test Matches                    | 2                               | 0                               | 0                               | 2                               |
| Sonstige Spiele                 | 2                               | 2                               | 0                               | 0                               |
| Gesamt                          | 4                               | 2                               | 0                               | 2                               |
|                                 |                                 |                                 |                                 |                                 |
| Namibia                         | 2                               | 0                               | 0                               | 2                               |

Die Tour der irischen Rugby-Union-Nationalmannschaft nach Namibia 1991 umfasste eine Reihe von Freundschaftsspielen der irischen Rugby-Union-Nationalmannschaft. Sie reiste im Juli 1991 durch das eben erst unabhängig gewordene Namibia und bestritt während dieser Zeit vier Spiele. Darunter waren zwei Test Matches gegen die namibische Nationalmannschaft, die beide mit völlig überraschenden Niederlagen endeten. Hinzu kamen zwei weitere Spiele gegen Auswahlteams, in denen jeweils Siege resultierten. Die Namibia-Tour gilt als ein Tiefpunkt der irischen Rugbygeschichte.

## Spielplan
- Hintergrundfarbe grün = Sieg
- Hintergrundfarbe rot = Niederlage

(Test Matches sind grau unterlegt; Ergebnisse aus der Sicht Irlands)
| # | Datum         | Gegner     | Ort          | Stadion            | Ergebnis |
| - | ------------- | ---------- | ------------ | ------------------ | -------- |
| 1 | 17. Juli 1991 | Namibia B  | Windhoek     | South West Stadium | 45:16    |
| 2 | 20. Juli 1991 | Namibia    | Windhoek     | South West Stadium | 6:15     |
| 3 | 23. Juli 1991 | Südnamibia | Keetmanshoop |                    | 35:4     |
| 4 | 27. Juli 1991 | Namibia    | Windhoek     | South West Stadium | 15:26    |

## Test Matches
| 20. Juli 1991 | Namibia                                                                         | 15 : 6        | Irland                                    | South West Stadium, Windhoek Schiedsrichter: Clive Norling (Wales) |
| 20. Juli 1991 | Versuche: Stoop Erhöhungen: Coetzee Straftritte: Coetzee (2) Dropgoals: Coetzee | (9:0) Bericht | Versuche: Strafversuch Erhöhungen: Mullin | South West Stadium, Windhoek Schiedsrichter: Clive Norling (Wales) |

Aufstellungen:
- Namibia: Willem Alberts, Barries Barnard, Basie Buitendag, Jaco Coetzee, Cassie Derks, Johan Deysel, Manie Grobler, Arno Kotzé, Sarel Losper, Gerhard Mans , Willem Maritz, Eden Meyer, Henning Snyman, Andre Stoop, Arra van der Merwe
- Irland: Jack Clarke, Vincent Cunningham, David Curtis, Desmond Fitzgerald, Neil Francis, Simon Geoghegan, Philip Matthews , Brendan Mullin, Patrick O’Hara, Nick Popplewell, Brian Rigney, Brian Robinson, Rob Saunders, Steve Smith, Jim Staples 
 Auswechselspieler: Noel Mannion, Richard Wallace

| 27. Juli 1991 | Namibia                                                             | 26 : 15         | Irland                                                                 | South West Stadium, Windhoek Schiedsrichter: Clive Norling (Wales) |
| 27. Juli 1991 | Versuche: Barnard Coetzee Mans Maritz Stoop Erhöhungen: Coetzee (3) | (10:12) Bericht | Versuche: Cunningham Staples Erhöhungen: Staples (2) Dropgoals: Curtis | South West Stadium, Windhoek Schiedsrichter: Clive Norling (Wales) |

Aufstellungen:
- Namibia: Willem Alberts, Barries Barnard, Basie Buitendag, Jaco Coetzee, Cassie Derks, Johan Deysel, Manie Grobler, Arno Kotzé, Sarel Losper, Gerhard Mans , Willem Maritz, Eden Meyer, Henning Snyman, Andre Stoop, Arra van der Merwe 
 Auswechselspieler: Andre van Rooyen
- Irland: Jack Clarke, Keith Crossan, Vincent Cunningham, David Curtis, Desmond Fitzgerald, Neil Francis, Gordon Hamilton, Donal Lenihan, Noel Mannion, Brendan Mullin, Nick Popplewell, Brian Robinson, Rob Saunders, Steve Smith, Jim Staples 
 Auswechselspieler: Nicky Barry, Mick Galwey